# Лети, моя девочка, лети
«Лети, моя девочка, лети» — восьмой студийный альбом российский певицы Любови Успенской, выпущенный 10 октября 2010 года на лейбле CD Land.

## Об альбоме
На альбоме представлены как уже известные композиции, так и абсолютно новые песни. Например, песня «Карета» была выпущенная ещё на альбоме «Далеко, далеко» 1994 года, здесь представлена в новой аранжировке. Большинство же новых песен было написано композитором Андреем Иголкиным, благодаря которому, по признанию Успенской, альбом был завершён. Также песни для альбома написали такие авторы как Леонид Агутин, Сергей Петросян, Георгий Барыкин, Татьяна Белянчикова, Сурат Рахимбабаев,	Владимир Евзеров и Надежда Новосадович.
Название альбому дала композиция «Лети, лети», а точнее строчка «Лети, моя девочка, лети…». По словам Успенской, песня для неё стала очень личной, поскольку её дочь уехала учиться в США, и певица очень переживала разлуку. Автор Андрей Иголкин написал песню специально для певицы, чтобы она наконец смогла отпустить её и вернуться к работе, по словам всё той же Успенской, когда она стала исполнять эту композицию, ей стало легче.

## Выпуск и продвижение
Альбом был выпущен 10 октября 2010 года. Было представлено два варианта издания: стандартное и подарочное, отличие состояло лишь в наличии у последнего 16-стрничного буклета.
Альбому удалось попасть в российский альбомный чарт 2M и Lenta.ru, где он дебютировал на 12-й строчке. Всего же альбом провёл в чарте пять недель, причём четыре из них в двадцатке лучших.
Также с альбома было выпущено несколько радиосинглов, некоторые из них, включая «Лети, лети» и «Скрипка», получили активную поддержку на киевских радиостанциях. Эти же песни попали в топ-200 сводного чарта СНГ.
В поддержку альбома с одноимённой концертной программой исполнительница отправилась в турне по России и странам СНГ.

## Отзывы критиков
Михаил Дюков в обзоре для портала Blatata отметил, что альбом получился более лирическим и эстрадным, чем предыдущие работы, и хотя певица уже давно обращается к этому жанру, получается у нее это замечательно; по его мнению, певица в праве решать, куда ей идти и с каким репертуаром, видимо, сейчас у нее лирический период.
Рецензент сайта «МирМэджи» заявил, что у Успенской получился достойный альбом из качественных песен в стиле «шансон». При этом он отметил «удивительную простоту граничащую с фантастической эмоциональностью» стихов, а также вокал певицы, чьи «шептания, хрипотца, шепелявость придают тонкому, невероятно женственному голосу оттенки материнской души, проникновенности, сострадания».

## Список композиций
| №                   | Название                  | Текст песни         | Музыка              | Длительность |
| ------------------- | ------------------------- | ------------------- | ------------------- | ------------ |
| 1.                  | «Моя осенняя любовь»      | Андрей Иголкин      | Андрей Иголкин      | 4:17         |
| 2.                  | «Там, где тебе нет места» | Андрей Иголкин      | Андрей Иголкин      | 4:23         |
| 3.                  | «Давай начнем сначала»    | Татьяна Белянчикова | Андрей Иголкин      | 3:34         |
| 4.                  | «Карета»                  | Александр Алов      | Аркадий Укупник     | 4:10         |
| 5.                  | «Подари мне»              | Сергей Петросян     | Сергей Петросян     | 4:10         |
| 6.                  | «Я не знаю»               | Андрей Иголкин      | Андрей Иголкин      | 3:20         |
| 7.                  | «Русская любовь»          | Сергей Мудров       | Георгий Барыкин     | 4:26         |
| 8.                  | «Я женщина»               | Сурат Рахимбабаев   | Владимир Евзеров    | 3:16         |
| 9.                  | «Лети, лети»              | Андрей Иголкин      | Андрей Иголкин      | 3:27         |
| 10.                 | «Всё повторилось»         | Татьяна Белянчикова | Андрей Иголкин      | 3:55         |
| 11.                 | «Скрипка»                 | Надежда Новосадович | Надежда Новосадович | 3:50         |
| 12.                 | «Беги, беги»              | Леонид Агутин       | Леонид Агутин       | 3:47         |
| Общая длительность: | Общая длительность:       | Общая длительность: | Общая длительность: | 46:39        |

## Участники записи
- Любовь Успенская — вокал
- Владимир Крыжановский — бэк-вокал
- Мария Макарова — бэк-вокал
- Матильда Пад — бэк-вокал
- Анатолий Котов — гитара, аранжировки
- Андрей Иголкин — саксофон, аранжировки, саунд-продюсер
- Сергей Шершов — аранжировки
- Вячеслав Мотылев — звукорежиссёр
- Дмитрий Кружковский — звукорежиссёр
- Игорь Лалетин — звукорежиссёр
- Николай Орса — звукорежиссёр
- Игорь Лалетин — сведение
- Леонид Воробьёв — сведение, мастеринг
- Марианна Михайленко — выпускающий продюсер
- Виталий Макаров — продюсер
- Светлана Забелина — фотографии
- Андрей Батура — дизайн

Альбом записан на студиях: Владимира Осинского (Москва), «Салам» (Тверь) и Sound Architecture (Красноярск).

## Чарты

### Недельные чарты
| Чарт (2010) | Высшая позиция |
| ----------- | -------------- |
| Россия (2M) | 12             |

### Годовые чарты
| Чарт (2010) | Позиция |
| ----------- | ------- |
| Россия (2M) | 103     |

## Награды
| Год  | Награда     | Работа       | Результат | Ист.   |
| ---- | ----------- | ------------ | --------- | ------ |
| 2010 | Шансон года | «Лети, лети» | Победа    | [ 19 ] |